# Mette Andersen
Pour les articles homonymes, voir Andersen.
Mette Andersen, née le 9 janvier 1974, est une coureuse cycliste danoise, sept fois championne du Danemark élites cumulés sur trois discipline (route, VTT et cyclo-cross).

## Palmarès en cyclo-cross

### Championnat du monde
- Monopoli 2003
  - 5e du championnat du monde de cyclo-cross

### Championnats nationaux
- 2002
  -  Championne du Danemark de cyclo-cross
- 2003
  -  Championne du Danemark de cyclo-cross
- 2005
  -  Championne du Danemark de cyclo-cross
- 2010
  - 2e du championnat du Danemark de cyclo-cross

## Palmarès en VTT

### Championnat du monde
- Kaprun 2002
  - 9e du championnat du monde de relais par équipes VTT
- Lugano 2003
  - 5e du championnat du monde de relais par équipes VTT

### Championnats nationaux
- 2002
  -  Championne du Danemark de cross-country
- 2003
  -  Championne du Danemark de cross-country
- 2004
  -  Championne du Danemark de cross-country

### Autre
- 2003
  - Parenzana

## Palmarès sur piste

### Championnat du monde
- Stuttgart 2003
  - 11e de la course aux points

## Palmarès sur route
- 2004
  -  Championne du Danemark du contre-la-montre

### Grands tours

#### Tour d'Italie
- 2006 : 77e